# Йозеф Венцель (принц Ліхтенштейну)
 Йозеф Венцель, повне ім'я Йозеф Венцель Максиміліан Марія фон унд цу Ліхтенштейн (нім. Joseph Wenzel Maximilian Maria von und zu Liechtenstein), (нар. 24 травня 1995) — принц Ліхтенштейну, другий у порядку наслідування княжого трону. Син спадкоємця престолу Ліхтейнштейна принца Алоїза та Софії Баварської.

## Біографія
Йозеф Венцель Максиміліан Марія Ліхтенштейнський з'явився на світ 24 травня 1995 року у Portland Hospital в Лондоні. Він є старшим сином принца Алоїза Ліхтенштейнського та його дружини, баварської герцогині Софії. Ім'я Алоїз Венцель хлопчик отримав на честь свого предка Йозефа Венцеля I, що правив країною у XVIII сторіччі; Максиміліан — на честь діда Максиміліана Баварського; Марія — на честь Божої матері.
Через рік після його народження родина поповнилася донькою, яку назвали Марія Кароліна, а згодом у Йозефа Венцеля з'явилися і два брати: Георг Антоніус та Ніколаус Себастьян.
Разом із сім'єю проживає в Ліхтенштейні.

## Титули
Від народження Йозеф Венцель має титули:
- принца Ліхтенштейнського,
- графа Рітберга.